# 서부바위코끼리땃쥐
서부바위코끼리땃쥐 또는 서부바위센지(Elephantulus rupestris)는 코끼리땃쥐과에 속하는 포유류의 일종이다. 나미비아와 남아프리카공화국에서 발견되며, 앙골라와 보츠와나에서도 사는 것으로 추정하고 있다. 자연서식지는 아열대 또는 열대 기후 지역의 건조한 관목 지대 및 바위 지역이다.